# Дуванский кантон
Дуванский кантон (баш. Дыуан кантоны) — административно-территориальная единица изначально в составе Башкурдистана, а затем в составе Башкирской Автономной Советской Социалистической Республики. Была образована во время оккупации белыми территории республики, как кантон в составе Башкурдистана, затем — 20 марта 1919 года после подписания «Соглашения центральной Советской власти с Башкирским Правительством о Советской Автономной Башкирии». Административный центр — д. Аркаулово. 15 сентября 1919 года Дуванский и Кущинский кантоны были объединены в Дуван-Кущинский кантон.

## Географическое положение
Дуванский кантон на севере граничил с Кущинским кантоном, на западе — Кудейским кантоном, Златоустовским и Бирским уездами, на юге — Кудейским кантоном и Златоустовским уездом, а на востоке — Красноуфимским уездом.

## История
2) Кущинский и Дуванский кантоны впредь до особого распоряжения объединить, создав в Кущинско-Дуванском кантоне ревком из 5 лиц.

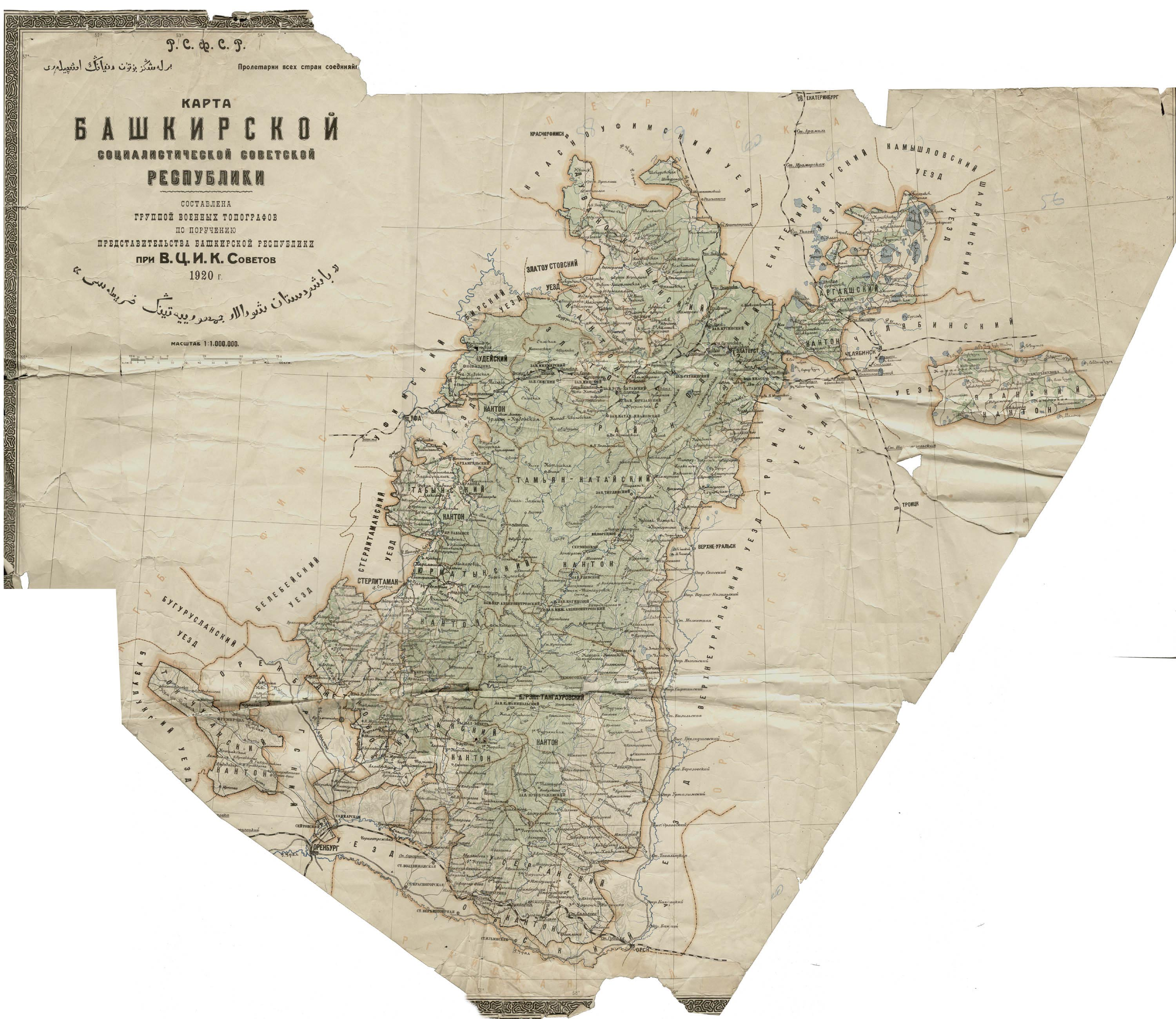
Карта Башкирской АССР в 1920 году

В декабре 1917 года III Всебашкирский Учредительный курултай принял положение «Об автономном управлении Башкурдистана», согласно которой автономия создавалась в границах Малой Башкирии, а на её территории вместо уездов создавалось 9 кантонов — Бурзян-Тангауровский, Джитировский, Барын-Табынский, Ичкин-Катайский, Кипчакский, Куваканский, Тамьян-Катайский, Ток-Чуранский, Усерганский, которые делились на 75 волостей. Дуванского кантона среди них не было.
Во время оккупации территории республики белыми, автономия состояла из 13 кантонов: Аргаяшский, Бурзян-Тангауровский, Джитировский, Дуванский, Кипчакский, Кудейский, Табынский, Кущинский, Тамьян-Катайский, Ток-Чуранский, Усерганский, Юрматынский и Яланский. Дуванский кантон в свою очередь состоял из следующих волостей: 1) Насибашевская, 2) Калмакуловская, 3) 1-я Айлинская, 4) 2-я Айлинская, 5) Мурзаларская, 6) Верхне-Кипчакская, 7) Дуван-Мечетлинская, 8) Ново-Байская, 9) Ново-Белокатайская, 10) Нижне-Кигинская, 11) Яхинская, 12) Ибраевская. Административным центром стала деревня Аркаулово.
По «Соглашению центральной Советской власти с Башкирским правительством о советской автономии Башкирии» от 20 марта 1919 года была создана Башкирская АССР, а её территория состояла из 13 кантонов, в числе которых был и Дуванский кантон, в составе волостей Златоустовского уезда Уфимской губернии: 1) 2-я Айлинская, 2) Белокатайская, 3) Верхне-Кигинская, 4) Дуван-Мечетлинская, 5) Ибраевская, 6) Калмакуловская, 7) Мурзаларская, 8) Насибашевская, 9) Нижне-Кигинская, 10) Сикиязская, а административным центром осталась деревня Аркаулово.
15 сентября 1919 года на заседании членов Военно-революционного комитета Башкирской АССР Дуванский (2-я Айлинская, Белокатайская, Верхне-Кигинская, Дуван-Мечетлинская, Ибраевская, Калмакуловская, Мурзаларская, Насибашевская, Нижне-Кигинская и Сикиязская волости) и Кущинский кантоны были объединены в Дуван-Кущинский кантон.